# Miss Ripley
Miss Ripley (Hangul: 미스 리플리/Romanizado: Miseu Ripeulli)  é uma série de televisão sul-coreana exibida pela MBC em 2011.
Jang Mi-Ri (Lee Hae Da-) trabalha como hostess no Japão. Ela é realizada lá para pagamento da dívida de seu padrasto. A noite que Mi-Ri finalmente paga a dívida de seu padrasto, o dono do bar Hirayama (Kim Jeong-Tae) ainda não deixá-la ir. Mi-Ri, em seguida, foge do lugar e é capaz de fazê-lo para a Coreia do Sul.
Mi-Ri, em seguida, aluga um quarto pequeno na Coréia do Sul. No mesmo edifício, Yutaka (Micky Yoochun) também aluga um quarto. Yutaka chegou recentemente do Japão, bem e ele aluga a sala de baixo-orçamento, embora ele vem de uma família abastada. Ele espera aprender os caminhos do mundo por conta própria.
Mi-Ri, tornando-se situado na Coréia do Sul, trabalha vários empregos a tempo parcial como lavar carros ao mesmo tempo, procurar um emprego permanente. Isto é importante porque, como cidadão japonês Mi-Ri precisa de encontrar um emprego permanente para ficar no país. Infelizmente, Mi-Ri tem dificuldade em encontrar um emprego permanente devido à sua formação educacional - Mi-Ri só tem um diploma do ensino médio e não atenderam à faculdade. O tempo está se esgotando para Mi-Ri.
Enquanto isso, Jang Myung-Hoon (Kim Seung-Woo) trabalha para um hotel de propriedade de seu pai-de-lei. Sua esposa é pianista de renome Lee Gui-Yeon (Hwang Ji-Hyun). Para aplacar um importante cliente no hotel, Myung-Hoon precisa de encontrar alguém capaz de falar o dialeto japonês Hataka. Suas pesquisas surge vazio como que dialeto falado é extremamente rara na Coréia do Sul.
Mi-Ri vai para outra entrevista na esperança de encontrar um emprego permanente. Desta vez, Mi-Ri é abusada sexualmente por seu entrevistador. Ela é capaz de lutar contra o homem e escapam da buliding. Ao sair, Mi-Ri é quase atropelado por um carro. O homem dirigindo o carro é Jang Myung-Hoon. Ele sai do carro e pergunta se ela está bem. Mi-Ri, irritado com toda a sua situação, deixa escapar palavras Japanase. Jang Myung-Hoon, que ainda está à procura de alguém capaz de falar o dialeto Hataka, reconhece que Mi-Ri poderia preencher essa posição. Myung-Hoon oferece para contratá-la temporariamente por alguns dias para ver se ela pode fazer o trabalho. Mi-Ri passa sobre a oferta porque seu prazo para encontrar um emprego permanente está se aproximando e ela precisa de um emprego permanente. Mi-Ri, em seguida, diz desesperadamente, "... mesmo que me formei na Universidade de Tóquio eu não será contratado." Myung-Hoon, sem entender sua corretamente, diz que desde que você se formou na Universidade de Tóquio, não há razão para não contratá-lo. Esta é a forma como a sua mentira começa ...

## Elenco

### Elenco principal
- Lee Da Hae como Jang Mi-ri
- Park Ha Young como Mi-ri (jovem)
- Jung Da Bin como Mi-ri (adolescente)
- Micky Yoochun como Yutaka / Song Yoo-hyun
- Kim Seung Woo como Jang Myung-hoon
- Kang Hye Jung como Moon Hee-joo

### Elenco estendida
- Choi Myung Gil como Lee-hwa
- Kim Jung Tae como Hirayama
- Hwang Ji Hyun como Lee Gwi-yeon
- Lee Sang Yeob como Ha Chul-jin
- Song Jae Ho como Presidente Lee
- Jang Yong como Song In-soo
- Kim Na Woon como Kang Shi-young
- Kim Chang Wan como Diretor Choi
- Baek Bong Ki como Subgerente Kim
- Lee Soo Mi como Jo Eun-bom
- Min Joon Hyun como gerente de Han
- Park Ji-yeon como Yuu (camafeu, ep 3)
- X-5 como a si mesmo (camafeu, ep 3)
- Yang Mi Kyung como mãe de Yoo Hyun
- Uhm Ki-joon como promotor (camafeu)
- Maeng Sang Hoon